# Centre de tri de Paris Tolbiac
Le centre de tri postal de Paris Tolbiac était un bureau-gare de l'Administration des PTT situé dans le 13e arrondissement de Paris, rue Bruneseau, dans l’emprise de la Gare de Paris-Tolbiac (gare de triage SNCF), implanté sous le Boulevard périphérique. Il était spécialisé dans le tri et l’expédition des sacs du trafic dit pondéreux.

## Le bâtiment de Paris Tolbiac

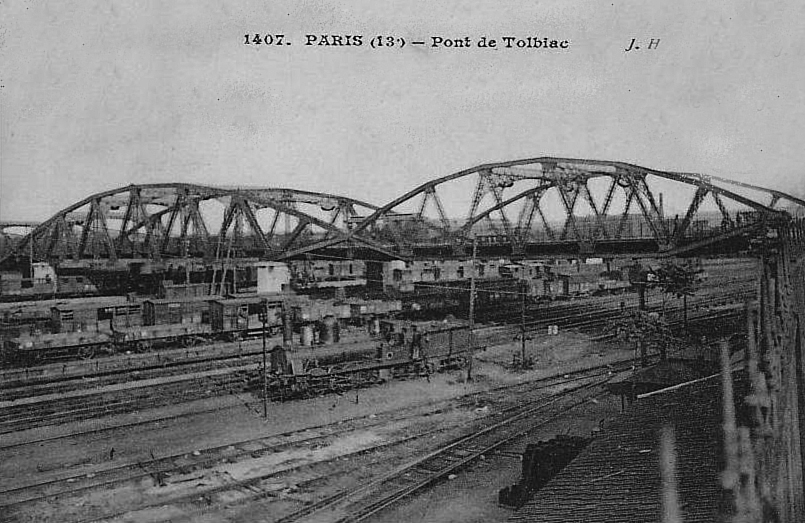
Le viaduc de Tolbiac surplombe les installations du triage de Tolbiac vers 1910.

De type industriel (sol en béton, structure métallique, murs et toits en tôle), le bâtiment a été construit en 6 mois sur un terrain de 8 954 m2. La surface totale construite de 4 650 m2 était ainsi répartie : un hall de tri de 4 000 m2, surmonté d’une mezzanine de 400 m2 abritant les services administratifs, les vestiaires et sanitaires. Les 250 m2 restant étaient dédiés au restaurant administratif et à divers ateliers et locaux techniques. Le Centre était précédé d’une cour « arrivée » de 900 m2 délimitée par un quai d’arrivée de 40 m de long. De part et d’autre du hall de tri, s’engageaient sur toute la longueur du bâtiment deux voies S.N.C.F., l’une dite « P1 » de 165 m pouvant accueillir 16 wagons de marchandises, l’autre dite « P2 » de 110 m, limitée à 12 wagons.

## La vocation de Paris Tolbiac
Le Centre a été mis en service le 18 octobre 1971 pour alléger la tâche des transbordements des Centres de tri de Paris P.L.M (Gare de Lyon) et de Paris-Austerlitz. Il recevait par route, en provenance des Centres de tri de la région parisienne, des sacs dits de 2e catégorie (journaux de routage 206, petite messagerie, plis non urgents) et après les avoir triés, les expédiait par fer sur les réseaux SUD-EST (voie P1) et SUD-OUEST (voie P2).
Le Centre recevait aussi des sacs déposés « en nombre » par des entreprises privées.

## Les missions de Paris Tolbiac
L’exploitation du Centre de tri s’articulait autour de quatre missions.

### Arrivée
Le Centre recevait une moyenne journalière de 145 véhicules soit 21 000 sacs/jour avec des pointes à 35 000 sacs en fin d’année. En façade du Centre, deux rampes ajustables permettaient de recevoir des semi-remorques déposant des sacs par palettes (environ 20 000/mois) ou une évacuation exceptionnelle par voie routière.

### Tri
Les sacs étaient triés selon 34 destinations correspondant chacune à un bureau centralisateur de province : 18 pour le Sud Est (Laroche – Migennes, Macon, Bourg-en-Bresse, Chambéry, Annecy, Marseille-Saint-Charles, etc.) et 16 pour le Sud-Ouest (Limoges, Angoulême, Bordeaux, Pau, Tarbes, Toulouse-Matabiau, etc.)

### Départ
La S.N.C.F. effectuait 4 « enlèvements » par jour : 8 h 30, 16 h 15, 22 h 0 et 24 h 0, soit une moyenne de 45 wagons expédiés/jour vers les bureaux centralisateurs de province.

### Contrôle des paquets postes déposés en nombre
Ce contrôle consistait à vérifier le respect par l’entreprise des tarifs d’affranchissement, du poids et des dimensions réglementaires des paquets, de la limite pondérale des sacs, de l’adéquation entre l’adresse indiquée sur le collier du sac et celle des paquets. 1 000 sacs étaient ainsi contrôlés, en moyenne, par jour.

## Itinéraire d’un sac postal
24 h sur 24, du lundi au samedi inclus, une noria de camions postaux assurait la livraison des sacs. Ils arrivaient des Boulevards des Maréchaux ou du Boulevard périphérique par l’intermédiaire de l’échangeur de la Porte de Bercy, franchissaient la cour « arrivée » et se positionnaient en marche arrière le long du quai « arrivée ». Là, les préposés du service acheminement du Centre de tri en assuraient le déchargement. Le quai était équipé de deux convoyeurs à bandes porteuses, l’un de 70 m (bande du secteur Sud Est) et l’autre de 115 m (bande du secteur Sud-Ouest), sur lequel les sacs étaient posés et acheminés jusqu’au hall de tri à la vitesse de 30 à 44 mètres par minute. Là, ils atteignaient l’un des deux glacis rotatifs (Sud Est ou Sud-Ouest), vastes cônes d’acier de 12 m de diamètre sur lesquels ils glissaient en pente douce et finissaient leur course. Autour des glacis étaient disposés des chariots à roulettes à châssis tubulaire sur lesquels les préposés effectuaient le classement des sacs, par destination. Un convoyeur au sol équipé de trolleys d’entraînement espacés de 6,50 m assurait l’évacuation des chariots pleins qui, après indexation, étaient dirigés automatiquement, via deux convoyeurs au sol secondaires, vers des voies de stockage, à une vitesse de 24 mètres par minute. Des préposés étaient alors chargés de les acheminer vers les wagons appropriés dans lesquels ils procédaient au transbordement des sacs en prenant soin de bien les gerber.

## La notoriété de Paris Tolbiac
D'une conception très novatrice pour l'époque, le Centre de tri de Paris Tolbiac bénéficiait d'une grande notoriété au sein des P.T.T et même au-delà des frontières de la France. Communément désigné par la périphrase : "Le Centre où les chariots roulent tout seuls", il accueillait fréquemment de hauts-fonctionnaires appartenant aux administrations des Postes de pays étrangers, dans le cadre de missions d'observation et de coopération.

## Le régime de travail à Paris Tolbiac
Étant donné l’amplitude d’ouverture du Centre de tri, 24 h 0 sur 24, du lundi au samedi inclus, l’effectif était réparti en brigades :
2 brigades de jour 6 h 40 – 12 h 30 (60 agents environ) et 12 h 30 – 20 h 0 (60 agents environ), 1 brigade dite «  17/24 » (une vingtaine d’agents) et 2 brigades de nuit 20 h 0 – 6 h 0 (une dizaine d’agents).

## Le personnel de Paris Tolbiac
Établissement des PTT - Postes, télégraphes et téléphones (France) -, le Centre de tri de Paris Tolbiac était rattaché hiérarchiquement à la Direction des Services Ambulants du Sud-Est, au même titre que le Centre de tri de Paris PLM dont elle partageait les locaux, à proximité de la Gare de Lyon.
Le personnel de Paris Tolbiac était composé de fonctionnaires de l’État, stagiaires ou titulaires, tous lauréats d’un concours de la Fonction Publique et assermentés, à quelques exceptions près. En effet, à la fin des années soixante-dix, pour pallier une pénurie de personnels en Centres de tri, un certain nombre de Préposés de l’acheminement ont été recrutés par voie contractuelle. Le Centre de Paris Tolbiac en comptait quelques-uns qui, très rapidement, grâce à l’organisation de concours internes, ont pu être titularisés dans le grade de préposé.   
Selon qu’ils étaient affectés aux Services de l’Exploitation ou aux Services administratifs, les agents de Paris Tolbiac n’appartenaient pas au même cadre d’emplois.
Les Services de l’Exploitation étaient composés de Préposés de l’Acheminement (PREA), encadrés par des Conducteurs de Travaux des Lignes (CDTXL), appelés communément "bidous" dans le jargon postal et supervisés par un Conducteur de Travaux Chef (CDTXC).
Les activités de la Cellule de dépôts en nombre étaient assurées par des Agents d’Exploitation du Service des Lignes (AEXSL) encadrés par un Inspecteur du Service Général (IN). 
Les Services administratifs étaient assurés par des Agents d’Exploitation du Service Général (AEXSG), des Contrôleurs (CT), des Contrôleurs Divisionnaires (CTDIV) encadrés par des Inspecteurs dits des Services Administratifs et Commerciaux (IN ou INSECA). Ils avaient pour vocation d’assurer la gestion du personnel : le Bureau d’Ordre, la dactylographie, le service de gestion des emplois du temps, la « Caisse », la correspondance Sécurité Sociale – Service social. Une quinzaine de personnes au total.
S’y ajoutaient le personnel d’entretien - Techniciens de maintenance, Femmes de service (6 à 7 personnes) - et quelques agents affectés à la Cantine du Centre, aménagée en libre-service.
Un Chef d’établissement assisté d’un Inspecteur central (INC) assurait la direction de l’Établissement.
En 1977-78, sur un effectif d’environ 175 personnes, on ne comptait que 5 femmes (2 dactylos et 3 femmes de service)[source insuffisante].

## Fermeture de Paris Tolbiac
En 1989 une vague progressive de fermeture des bureaux-gares parisiens s’est amorcée. Celui du PLM a été le dernier à fermer en 1995. Paris Tolbiac l’avait précédé de quelques mois. De ses bâtiments et de ceux de la Gare de Paris-Tolbiac il ne reste plus rien, victimes des démolisseurs et de la vaste opération de modernisation du quartier Paris Rive Gauche.